# Plaque électrique
Une plaque électrique est un appareil à base de résistance électrique permettant de chauffer les aliments.
La plaque électrique évite le recours au gaz de ville ou au butane qui présentent des risques particuliers (asphyxie, explosion, etc.) et ne sont pas toujours disponibles facilement.

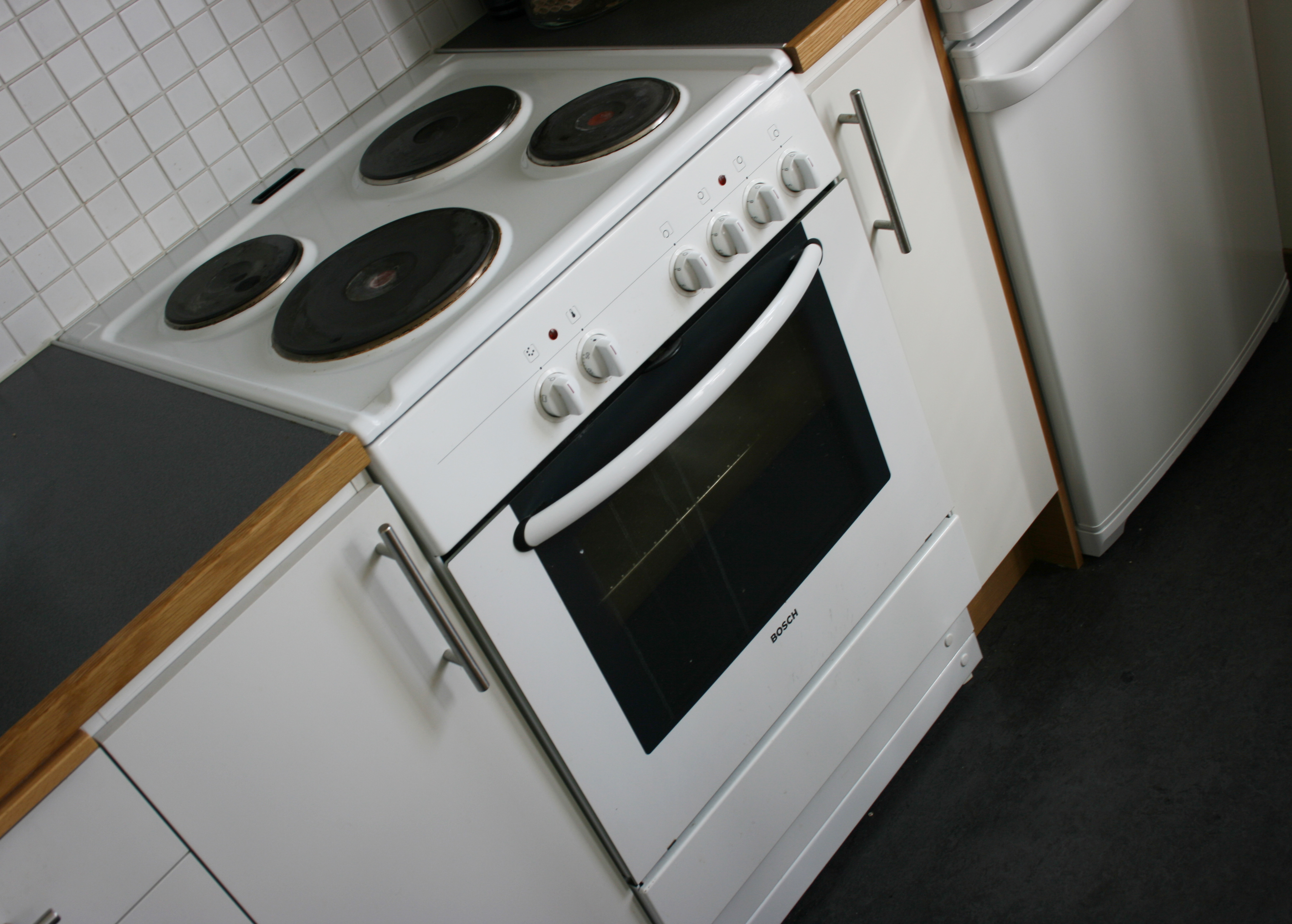
Plaque électrique dans une cuisine.

## Fonctionnement
Le courant électrique circulant dans la résistance chauffe celle-ci par effet Joule. Cette chaleur peut être modulée en faisant varier l'intensité du courant électrique. Un thermostat coupe l'alimentation de manière régulière de façon à conserver une température proche de celle désirée. Un voyant lumineux est souvent couplé à ce processus afin que l'utilisateur puisse suivre ces coupures. 
La chaleur de la résistance est transmise à la plaque chauffante à proprement parler, qui peut être en fonte ou en divers autres matériaux tel qu'une pierre dans la pierrade. Le matériau absorbe la chaleur et la diffuse vers le récipient ou l'aliment à chauffer.

## Caractéristiques
La température des plaques peut aller de 60 à 220 °C.

## Vocabulaire régional
La plaque électrique est :
- la taque électrique ou la taque de cuisson des francophones de Belgique.